# 小仁宇城
小仁宇城（こにうじょう）は、徳島県那賀郡那賀町小仁宇字船津の上にあった日本の城跡。

## 歴史
那賀川右岸の段丘崖上に築かれた城館跡で、現在は遺構が埋没し田畑となっているが、「城の田」という地名で残っている。北側を那賀川本流、南側と東側を「城の谷」と呼ばれる小谷に囲まれ、西側には空堀が造られている。1585年（天正13年）に蜂須賀家政が阿波国に入部するまで仁宇谷を押さえていた湯浅氏の居城であり、湯浅氏を首謀者とする一揆が蜂須賀氏家臣・山田宗重により鎮圧されたのち、破却されたと考えられている。

## 城跡比定地の相違
福永素久や徳島県発行の遺跡分布地図では、本項の城郭遺構を「小仁宇城」とし、ここから1.8キロメートル東の蛭子神社境内にある城郭遺構を阿波九城の一つ「仁宇城（和食城）」としているが、『日本城郭大系15巻』などでは本項の城郭遺構を「仁宇城」として掲載している。
なお、近くにある那賀町立鷲敷小学校校内には「仁宇山城址碑」があり、那賀川の対岸・仁宇地区の民地にも「仁宇城址碑」があるなど、直接城跡ではない地点に石碑類が複数存在する。

## 発掘調査
2017年（平成29年）4月から徳島県立埋蔵文化財総合センターが実施した本項城郭地点の発掘調査では、空堀や土橋、15棟以上の掘立柱建物跡のほか、20000点にのぼる15世紀代を主体とする遺物が出土し、地元では小仁宇城跡として確認したと報じられた。